# Joan Maurici de Ribes
Joan Maurici de Ribes va ser president de la Generalitat de Catalunya entre els anys 1473 i 1476, nomenat el 18 de desembre de 1473.
En aquest trienni, el diputat del braç militar va ser Joan Ramon Folc IV de Cardona.
Abat de la canònica de Santa Maria de la Real (1467-1488), va passar una llarga temporada fora del monestir a partir de 1477, probablement a causa de les invasions franceses.
El seu mandat és just posterior a la guerra civil catalana i cal fer front a la manca de recursos que pateix tot el país i els deutes reials causats per la guerra. Les Corts Generals de 1473 que nomenaren a Maurici de Ribes, se celebraren a Perpinyà que havia estat recentment recuperada al rei Lluís XI de França, com a manifestació de titularitat, si bé preocupava la seva possible reconquesta. Tot i dedicar-hi uns recursos a la seva protecció, tornà a caure en mans franceses el novembre de 1474.
És un període caracteritzat per l'empobriment del país, amb baixos nivells de poder polític i amb moltes de les famílies riques amb els seus béns embargats que migren, especialment cap a València.